# Schülerheim St. Richard

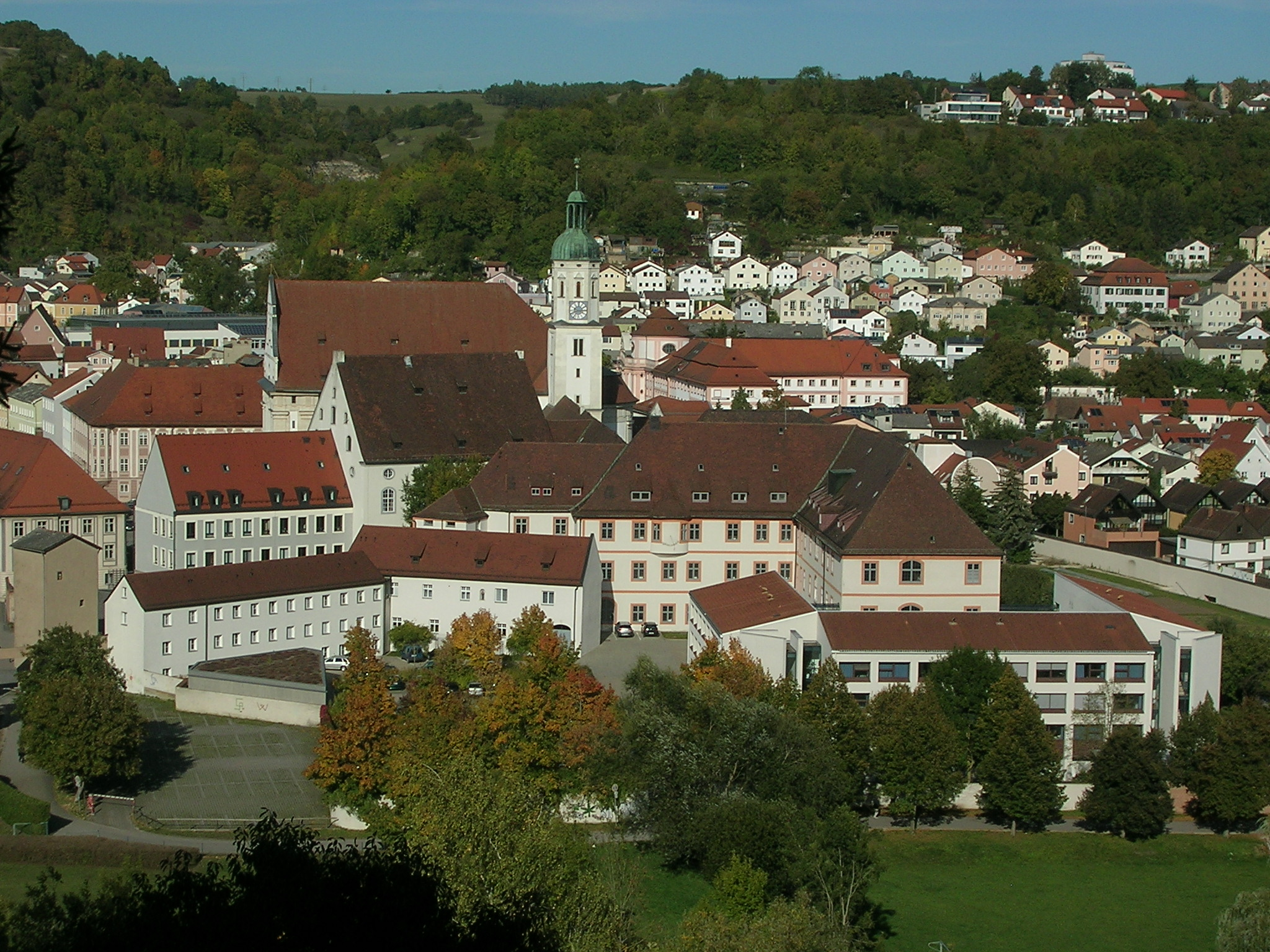
Eichstätt, Schülerheim (links im Bild)

Das Schülerheim St. Richard befindet sich in Eichstätt am Leonrodplatz 3 und ist unter Aktennummer D-1-76-123-99 in der Denkmalliste Bayern eingetragen.

## Geschichte und Architektur
Das Schülerheim ist ein dreieinhalbgeschossiger Putzbau mit Satteldach. Es wurde in den Jahren von 1967 bis 1969 nach Plänen des Diözesanbauamts Eichstätts unter Leitung von Karljosef Schattner errichtet. Gartenarchitekt war Gerhart Teutsch und Bauingenieur Kurt Stepan zeichnete verantwortlich für die Tragfähigkeit des Hauses.
Es schließt an das ehemalige Jesuitengymnasium an.

## Baudenkmal
Das Seminargebäude steht unter Denkmalschutz und ist im Denkmalatlas des Bayerischen Landesamtes für Denkmalpflege und in der Liste der Baudenkmäler in Eichstätt eingetragen.